# جيوسبي كوزولينو
جيوسبي كوزولينو (بالإيطالية: Giuseppe Cozzolino)‏ (12 يوليو 1985 في إيطاليا - ) هو لاعب كرة قدم إيطالي في مركز الهجوم. شارك مع منتخب إيطاليا تحت 20 سنة لكرة القدم. أما مع النوادي، فقد لعب مع كييفو فيرونا ونادي برو باتاريا ونادي سبال ونادي كريمونيسي ونادي كومو ونادي ليتشي ونادي بوتنزا وFidelis Andria 2018 ‏ وGiulianova Calcio ‏ وDelta Calcio Porto Tolle SSD ‏.

## روابط خارجية
- جيوسبي كوزولينو على موقع قاعدة بيانات كرة القدم.إي يو (الإنجليزية)
- جيوسبي كوزولينو على موقع Soccerway.com (الإنجليزية)
- جيوسبي كوزولينو على موقع عالم كرة القدم.نت (الإنجليزية)